# Jean-Pierre Kotta
Jean-Pierre Kotta (3 maggio 1956) è un ex cestista centrafricano.

## Carriera
Con la Rep. Centrafricana ha preso parte ai Giochi olimpici del 1988, segnando 37 punti in 7 partite.